# شرکت بناسازی و مهندسی کپکو
شرکت بناسازی و مهندسی کپکو (انگلیسی: KEPCO E&C) طراح بنا-تجهیزات قدرت و مهندسی در کره جنوبی است. این شرکت در سال ۱۹۷۵ بهره‌برداری شد.